# Thure Spahandelin
Thure Spahandelin, född med namnet Abdollah Esfahani (Persiska: عبدلله اصفهانی) ca 1550 i Esfahan, Persien, död 1627 i Stockholm, var överste hovstallmästare åt Gustav II Adolf.

## Biografi
Abdollah Esfahani var riksstallmästare vid Shah Abbas I:s hov i staden Esfahan i Persien. Enligt den danska författaren Astrid Ehrencron Kidde verkade han som storvesir åt samme kung, något som inte styrks av persiska källor från safavidisk tid. På 1610-talet blev han där bekant med den svenske resenären Bengt Bengtsson Oxenstierna, mer känd som "Resare-Bengt", som uppehöll sig vid det persiska hovet. De blev så goda vänner att Abdollah Esfahani följde med Oxenstierna till Sverige. De anlände till Stockholm 1620. Esfahani blev så betagen av Sverige att han lät döpa sig i Tyska kyrkan och tog namnet Thure Spahandelin. Efternamnet var hämtat från den gamla stavningen av hans födelsestad (Spahan سپاهان, ett alternativt namn för Esfehan). 
Samma år blev han överste hovstallmästare åt Gustav II Adolf i Stockholm. Han avled i Stockholm 1627.

## Släkten Sandelin
Hans sonsons son Johan (född 1667) ändrade efternamnet till Sandelin. Det svenska efternamnet Sandelin härstammar alltså från namnet på den persiska staden Spahan.
Bland Thure Spahandelins ättlingar återfinns entreprenören Adolf Sandelin som var brukspatron vid Segerfors bruk och en av Arvikas rikaste män. Andra ättlingar är Gustaf Fröding (sonsons sondotters dottersons dottersons son) samt Selma Lagerlöf, Esaias Tegner med flera.